# Шурф

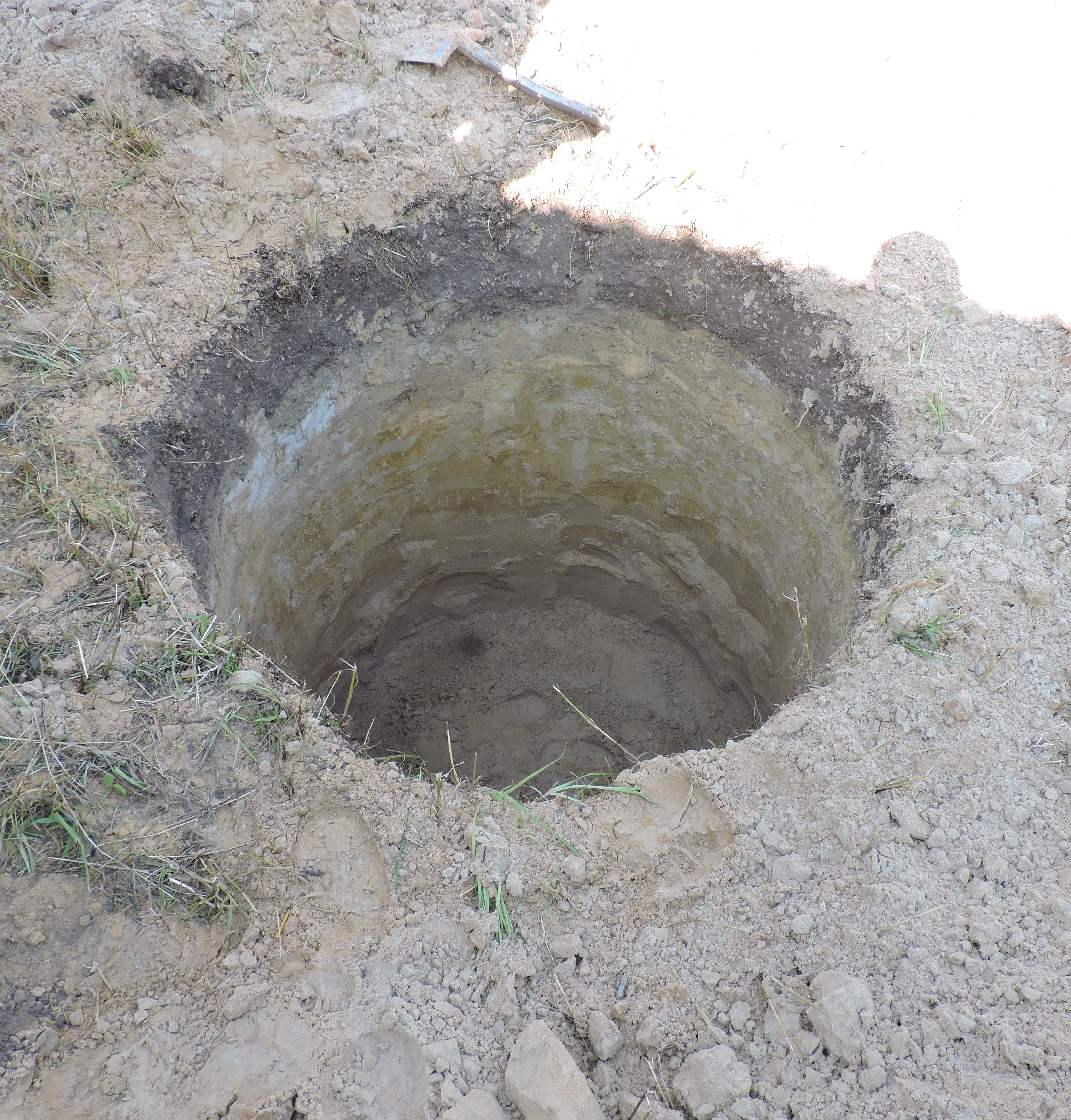
Шурф для криниці.

Шурф (від нім. Schurf) — у гірництві — вертикальна гірнича виробка, яка пройдена з денної поверхні, переважно — на невелику глибину (як, правило, не перевищує 20—30 м). Площа поперечного перетину зазвичай декілька квадратних метрів, форма перетину — кругла або прямокутна. Термін також використовується в геотехнічній інженерії. У розмовній мові термін поширений серед старателів, які зазвичай мають на увазі пошук золота, платини, алмазів.

## Загальний опис
- В гірничій справі шурфи використовуються для розвідки корисних копалин, вентиляції, водовідливу, транспортування матеріалів, спуску і підйому людей та інших допоміжних робіт, вивчення несучої або фільтраційної здатності порід, дегазації, вентиляції тощо. Глибина шурфів — до 20-30 м. Площа поперечного перерізу шурфу — від 0,8-4 м2.

Неглибокі Ш. круглого перетину називаються дудками. Ш., які проходять в нестійких і пухких породах, кріплять. Ш. глибиною понад 10 м вентилюють.
- В археології шурфування проводять з метою з'ясувати стратиграфію ґрунтів, розвідати місця майбутніх розкопок.

- У будівництві наземних споруд шурф використовуються також для спорудження пальових фундаментів.